# Notsodipus barlee
Notsodipus barlee là một loài nhện trong họ Lamponidae. Loài này được phát hiện ở Tây Úc.